# Řády, vyznamenání a medaile Bangladéše

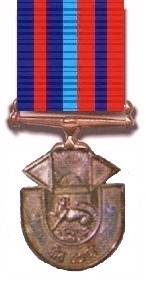
Bir Sreshtho

Systém státních vyznamenání Bangladéše byl vytvořen po zisku nezávislosti. Mezi nejvíce udílená bangladéšská ocenění patří Cena nezávislosti a Ekushey Padak. Tato vyznamenání jsou udílena každoročně. Dále existuje celá řada civilních vyznamenání pro oblast jako je školství, umění, státní služba nebo sociální služba. Mohou být udílena i posmrtně a většinou nejsou udílena cizincům.
Nejuznávanějšími a nejrespektovanějšími oceněními jsou ceny Bir, mezi které patří Bir Sreshtho, Bir Uttom, Bir Bikrom a Bir Protik. Udílí se bojovníkům za svobodu, kteří prokázali maximální statečnost a bojovali proti pákistánské armádě během bangladéšské války za nezávislost. Tato vyznamenání byla zavedena bezprostředně po válce v roce 1971.

## Civilní vyznamenání

### Obecná ocenění
- Cena nezávislosti (স্বাধীনতা পদক) byla založena roku 1976.[1]
- Ekushey Padak (একুশে পদক) bylo založeno roku 1976.

### Literární ocenění
- Literární cena Akademie Bangla je udílena za přínos na poli bengálského jazyka a literatury.[2]
- Cena Akademi Shishu je udílena za přínos pro literaturu pro děti.

### Speciální ocenění
- Národní profesor (জাতীয় অধ্যাপক) byl založen roku 1975. Udílen je za mimořádný přínos v oblasti vzdělávání.
- Shilpakala Padak je udíleno za přínos v oblasti bangladéšského umění, divadla, hudby, tance, instrumentální hudby, lidové hudby a filmu.
- Begum Rokeya Padak je udíleno za přínos v oblasti rovnosti pohlaví a ženských práv.[3]
- Národní ceny za zemědělství je udílena za přínos v oblasti zemědělského výzkumu a za rozvoj zemědělství.
- Národní filmové ceny jsou udíleny za významný přínos k rozvoji filmu.
- Národní sportovní ceny jsou udíleny za zvláštní přínos v oblasti sportu.[4]
- Ceny za plánování rodiny
- Národní dětská cena
- Národní cena mládeže
- Národní cena za spolupráci
- Prezidentská cena za rozvoj průmyslu
- Národní cena životního prostředí

## Vojenská vyznamenání

### Vyznamenání

#### Medaile za odvahu v dobách války
- Bir Sreshtho (বীরশ্রেষ্ঠ) byla založena roku 1971. Udílena je za hrdinství a odvahu v podmínkách extrémního nebezpečí či za nejvyšší oddanost vlasti při střetech s nepřítelem na souši, na moři i ve vzduchu, kteří tak svými činy zachránili vlast.
- Bir Uttom (বীর উত্তম) je udílena statečným bojovníkům v bangladéšské válce za nezávislost. Založena byla dne 15. prosince 1973.
- Bir Bikrom (বীর বিক্রম) byla založena 15. prosince 1973.[5]
- Bir Protik (বীর প্রতীক) byla založena 15. prosince 1973.[5] Udílena je za odvahu a kuráž.

#### Medaile za odvahu v dobách míru
- Bir Sorbottam (বীর সর্বোত্তম)[6]
- Bir Mrittunjoee (বীর মৃত্যুঞ্জয়ী)[6]
- Bir Chiranjib (বীর চিরঞ্জীব)[6]
- Bir Durjoy (বীর দুর্জয়)[6]

### Medaile

#### Medaile za vynikající službu
- Medaile za mimořádnou službu
- Medaile za vynikající službu

#### Armádní služební medaile
- Armádní medaile
- Armádní medaile slávy
- Armádní medaile dokonalosti
- Armádní medaile výkonnosti

#### Medaile za tažení

##### Bangladéšská válka za nezávislost
- Samor Padak (Válečná medaile)
- Joy Padak (Vítězná medaile)
- Rono Taroka (Hvězda za tažení)
- Mukti Taroka (Hvězda za osvobození)
- Sanghbidhan Padak (Medaile ústavy)

##### Konflikt v Čittágongských horách
- Dabanal Padak (Medaile za operaci Dabanal)
- Uttoron Padak (Medaile za operaci Uttoron)
- Nirapattya Padak (Medaile vnitřní bezpečnosti)

#### Služební medaile
- Plaban Padak (Medaile za pomoc při povodních v roce 1988)
- Ghurnijhar Padak (Medaile za pomoc při cyklonu v roce 1991)
- Mahaplaban Medal (Medaile za pomoc při velké povodni v roce 1998)
- Sangsadiyo Nirbachon 1991 (Medaile za národní volby v roce 1991)
- Sangsadiyo Nirbachon 1996 (Medaile za národní volby v roce 1996)
- Sangsadiyo Nirbachon 2001 (Medaile za národní volby v roce 2001)
- Stříbrná jubilejní medaile (k příležitosti 25. výročí osvobození)
- Zlatá jubilejní medaile (k příležitosti 50. výročí Východobengálského pluku)
- Medaile 200. výročí BDR

#### Medaile za dlouholetou službu
- Jestha Padak I (za 10 let služby)
- Jestha Padak II (za 20 let služby)
- Jestha Padak III (za 27 let služby)

## Speciální vyznamenání
Tato vyznamenání jsou udílena cizincům.
- Bangladéšské vyznamenání za svobodu (বাংলাদেশ স্বাধীনতা সম্মাননা)[7]
- Bangladéšské vyznamenání za válku za nezávislost (বাংলাদেশ মুক্তিযুদ্ধ সম্মাননা)[8]
- Vyznamenání přátelé války za nezávislost (মুক্তিযুদ্ধ মৈত্রী সম্মাননা)

## Policejní medaile
Policejní medaile se v Bangladéši udílí každoročně při výroční přehlídce. Udílena jsou jako ocenění za statečnost a za službu.
- Medaile Bangladéšské policie za statečnost
- Medaile Bangladéšské policie
- Medaile Bangladéšské policie za službu
- Prezidentská policejní medaile
- Prezidentská policejní medaile za službu